# Fyrstbispedømmet Liège
Fyrstbispedømmet Liège var et rigsumiddelbart fyrstbispedømme i Det Tysk-romerske rige, der lå i det nuværende Belgien og Holland. Det omfattede den største del af de nuværende belgiske provinser Liège og belgisk Limburg og nogle eksklaver.
Fyrstbispedømmet eksisterede mellem 980 og 1795 og var omtrent 8.000 km² stort. Som navnet siger, blev det ledet af en fyrstbiskop, en katolsk biskop som samtidig var verdslig fyrste i en del af sit bispedømme. Sprogene som blev brugt var nederlandsk dialekt og fransk, og dets hovedstad var Liège. Liège var en del af Det Hellige Romerske Rige af Tysk Nation og hørte fra 1500 til den Nederrhinsk-Westfalske Rigskreds og ikke den Burgundiske Rigskreds, som en del af de omliggende områder hørte til.

## Historie
I det 10. århundrede fik biskoppen af Liège sekulær magt over dele af bispedømmet, og i årene som fulgte, blev det stadig udvidet med nye landområder. For eksempel blev det i 1096 udvidet med hertugdømmet Boullion, som blev overdraget til Frankrig i 1678.
- Sankt Lambert-katedralen og fyrstbiskoppens palads i 1700-tallet.

Fyrstbispedømmet blev opløst og fordelt i forskellige franske departementer, da det blev erobret af Frankrig i 1795 under Revolutionskrigene.

## Byer
Liéges vigtigste byer (fransk: bonnes villes) var Liège, Beringen, Bilzen, Borgloon, Bree, Châtelet, Ciney, Couvin, Dinant, Fosses-la-Ville, Hamont, Hasselt, Herk-de-Stad, Huy, Maaseik, Peer, Sint-Truiden, Stokkem, Thuin, Tongeren, Verviers, Visé og Waremme. Retten til byen Maastricht var delt mellem fyrstbiskoppen og hertugen af Brabant. Hertugens rolle blev senere overtaget af Nederlandenes generalstater.

## Eksterne links
- Wikimedia Commons har flere filer relateret til Fyrstbispedømmet Liège
- Kort over Fyrstbispedømmet Liège i 1789 (nordlige del)
- Kort over Fyrstbispedømmet Liège i 1789 (sydlige del) Arkiveret 7. oktober 2014 hos  Wayback Machine

50°40′N 5°30′Ø / 50.67°N 5.5°Ø